# 日坂村 (静岡県)
日坂村（にっさかむら）は静岡県の西部、佐野郡・小笠郡に属していた村である。現在の掛川市東端部、国道1号沿線にあたる。

## 地理

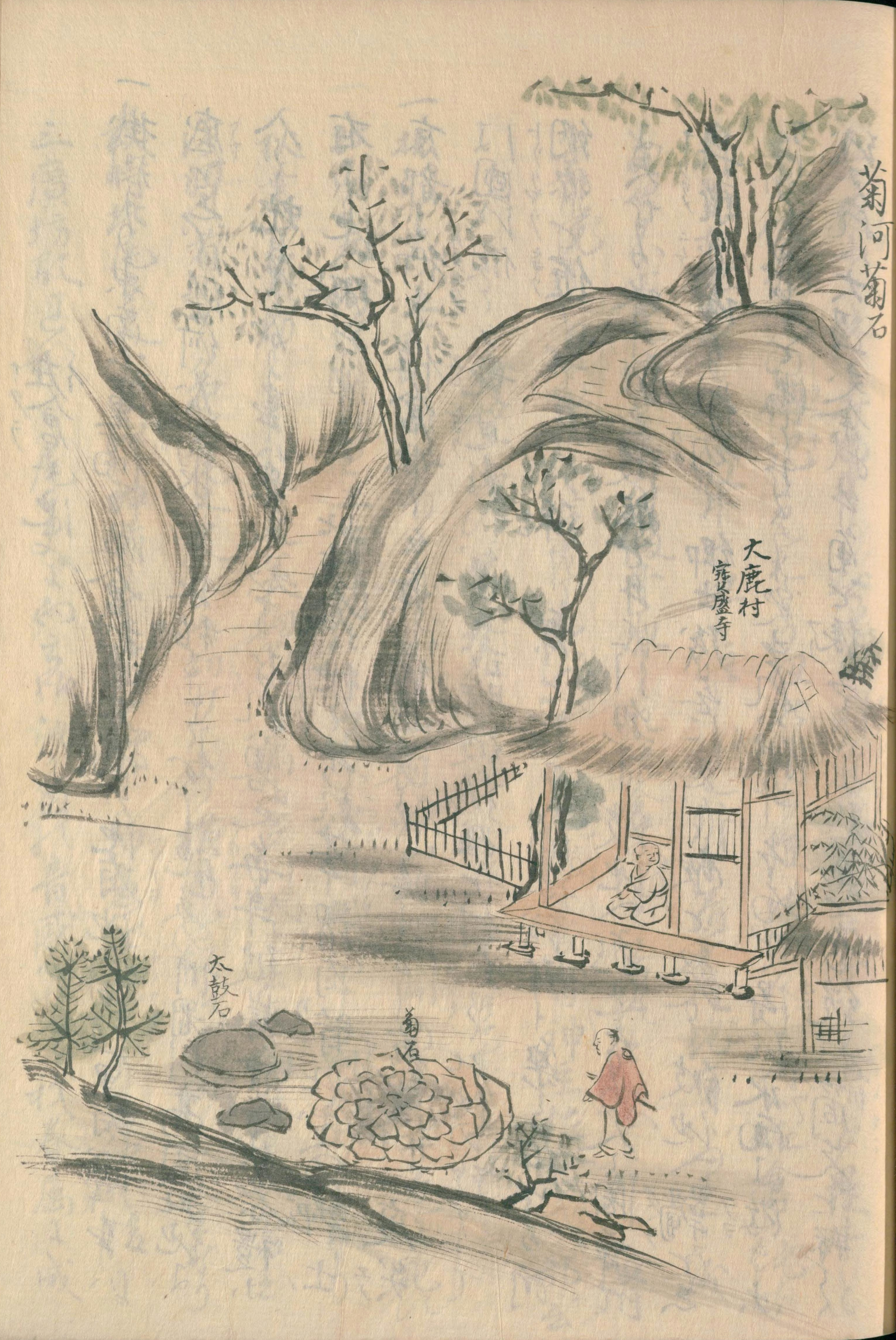
佐夜鹿（遠江国佐野郡大鹿村）の「菊石」を描いた江戸時代の彩色画（「菊河菊石」藤長庚編集『遠江古蹟圖會』1803年。国立国会図書館蔵）

- 河川：逆川

## 歴史
- 1889年（明治22年）4月1日 - 町村制の施行により、日坂宿、大野村、佐夜鹿村が合併して佐野郡日坂村が発足。東山村と町村組合を結成し、大字日坂に組合役場を設置。
- 1896年（明治29年）4月1日 - 郡制の施行により所属郡が小笠郡に変更。
- 1901年（明治34年） - 町村組合を解消し、日坂村役場を設置。
- 1955年（昭和30年）4月1日 - 掛川市に編入。同日、日坂村廃止。

## 交通

### 道路
- 国道1号（東海道）